# Jon Caffery
Jonathan „Jon“ Gerard Caffery (* 1960 in Dorset, England, Vereinigtes Königreich) ist ein deutscher Musikproduzent.
Caffery lebte seit seinem sechsten Lebensjahr in London und mischte dort auch zunächst in den späten 1970er Jahren bei Factory Records für Punk-, Reggae- und New-Wave-Bands die Platten, bis er 1983 nach Deutschland kam, weil ihn die dort aufkommende Neue Deutsche Welle und die experimentelle elektronische Musik der Gruppen Can und Kraftwerk interessierte. Er fand jedoch keine passende Arbeitsstelle und mischte ein Jahr lang in einem Frankfurter Studio Alben für amerikanische Bands, deren Musik ihm nicht zusagte. Darüber hinaus produzierte er die Soloalben von Nils Selzer und Harry Heinen, beide damals Mitglieder der Frankfurter Punkrockgruppe Strassenjungs. Dann lernte er die Bands Abwärts, Einstürzende Neubauten und schließlich Die Toten Hosen kennen, von denen er seit dem Debütalbum Opel-Gang aus dem Jahr 1983 bis zum Album Nur zu Besuch im Jahr 2005 fast alle Tonträger produzierte.
2001 gründete er zusammen mit Michael Schwabe das Monoposto Mastering Studio in Düsseldorf und produzierte dort unter anderem für Die Toten Hosen, 2raumwohnung, T. V. Smith, Paul Young, Stephan Remmler und Wir sind Helden.
Seinen Wohnsitz verlegte er zeitweise wieder nach London, aber seit 1988 lebt er durchgängig in Deutschland.